# Bastei (caravan)

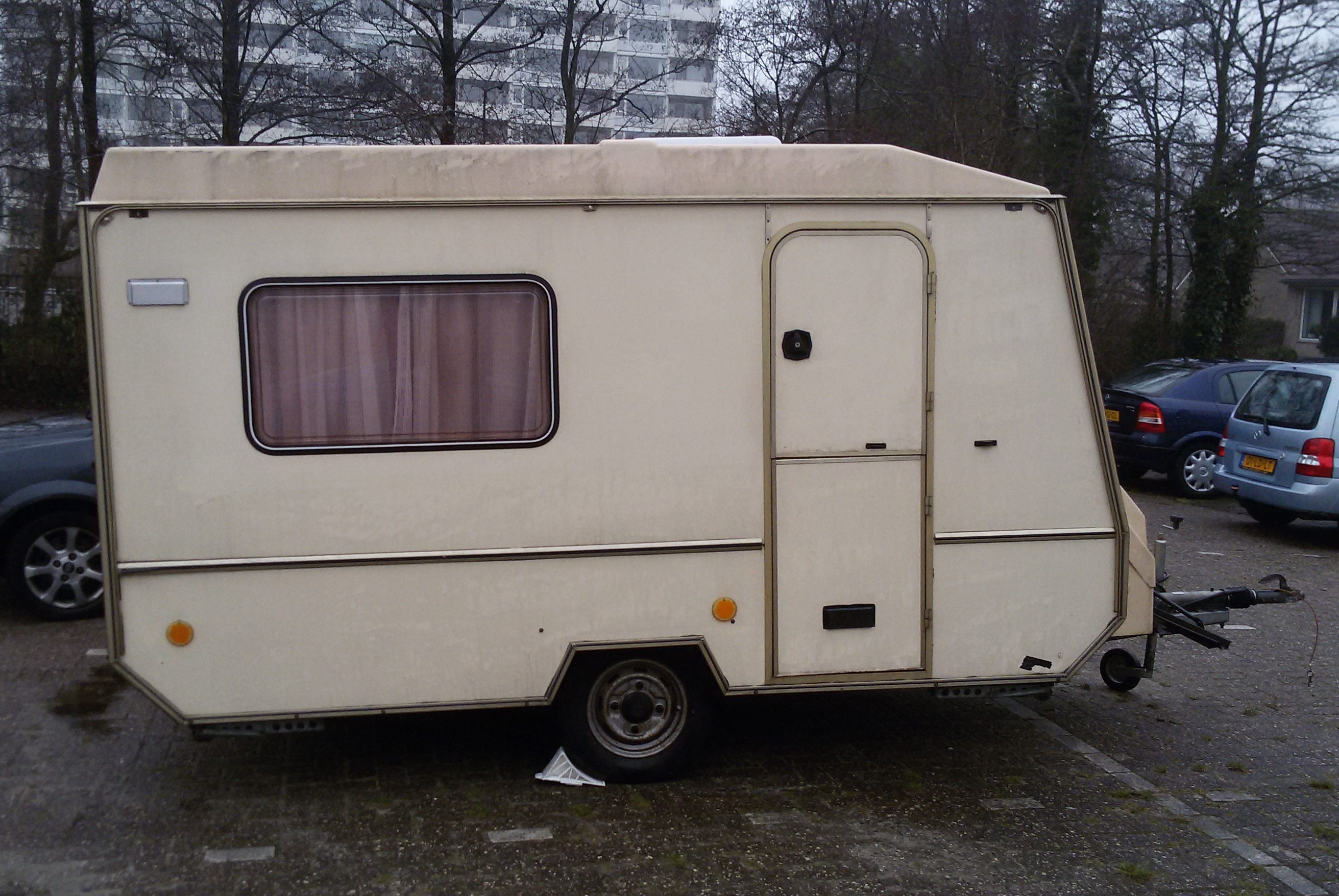
Bastei 351

De Bastei is een caravan die in de DDR geproduceerd werd door VEB Karosseriewerk Dresden met bedrijfsonderdelen in Rosenthal, Wilsdruff en Radeberg, onderdeel van het Industrieverband Fahrzeugbau (IFA).

## Modellen
De Bastei was er in verschillende uitvoeringen, die tussen 1973 en 1990 geproduceerd werden. Deze onderscheidden zich qua uiterlijk, uitvoering en gewicht. Gestaag doorontwikkeld bleef de Bastei tot het einde van de DDR in productie.
De modellen 390 en 351 werden in de Bondsrepubliek Duitsland door de firma Fritz Berger verkocht onder de benaming Oase. In Nederland werd de Bastei geïmporteerd door de firma Weering in Coevorden, die de caravans voorzag van stickers met het opschrift IFA International

### Bastei (1973-1981)

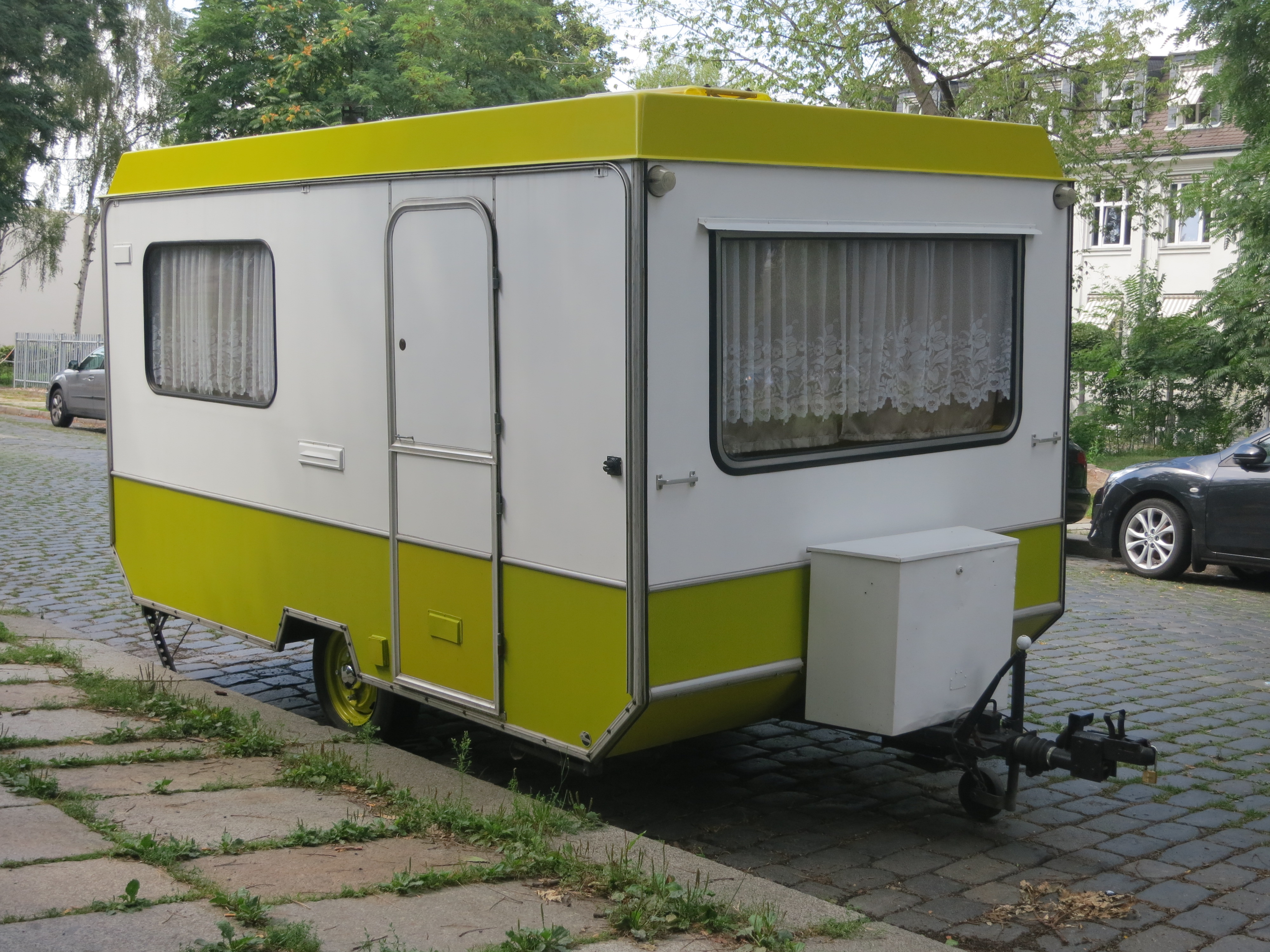
Bastei (1977)

De Bastei, vernoemd naar de gelijknamige rotsformatie, werd vanaf 1973 gebouwd. De vierkante vormgeving was qua luchtweerstand niet ideaal maar bood veel binnenruimte, was onderhoudsvriendelijk en gemakkelijk te produceren. Ook de afwerking was goed en zo vonden ca. 12.000 exemplaren een koper.

### Bastei 1 (1981-1985)
In 1981 verscheen de eerste doorontwikkeling van de Bastei. De verbetering was niet zicht- maar merkbaar en loste een van de grootste nadelen van de Bastei op: het geringe laadvermogen. Een laadvermogen van 200 kg was in vergelijking tot voorheen 35 kg een echte verbetering. Er werden ca. 8.000 exemplaren geproduceerd.

### Bastei 350 (1985-1987)
VEB Karosseriewerk Dresden trok zich na ruim 10 jaar eindelijk het grootste kritiekpunt aan: de stroomlijn van de caravans. De voorzijde werd gewijzigd en werd schuin geplaatst, wat bij het rijden duidelijk merkbaar was. De luchtweerstand daalde en het uiterlijk knapte ervan op. Ook in het interieur werden verbeteringen doorgevoerd, zoals een breder bed voorin, een gasfornuis-spoelbak-combinatie van edelstaal en een standaard koelkast. Optioneel kon een verwarming (Solar 3000 uit DDR-productie) besteld worden, die de Bastei 350 in combinatie met de volledige isolatie geschikt maakte voor wintergebruik. Er werden ca. 5.500 exemplaren geproduceerd.

### Bastei 351 (1988-1990)

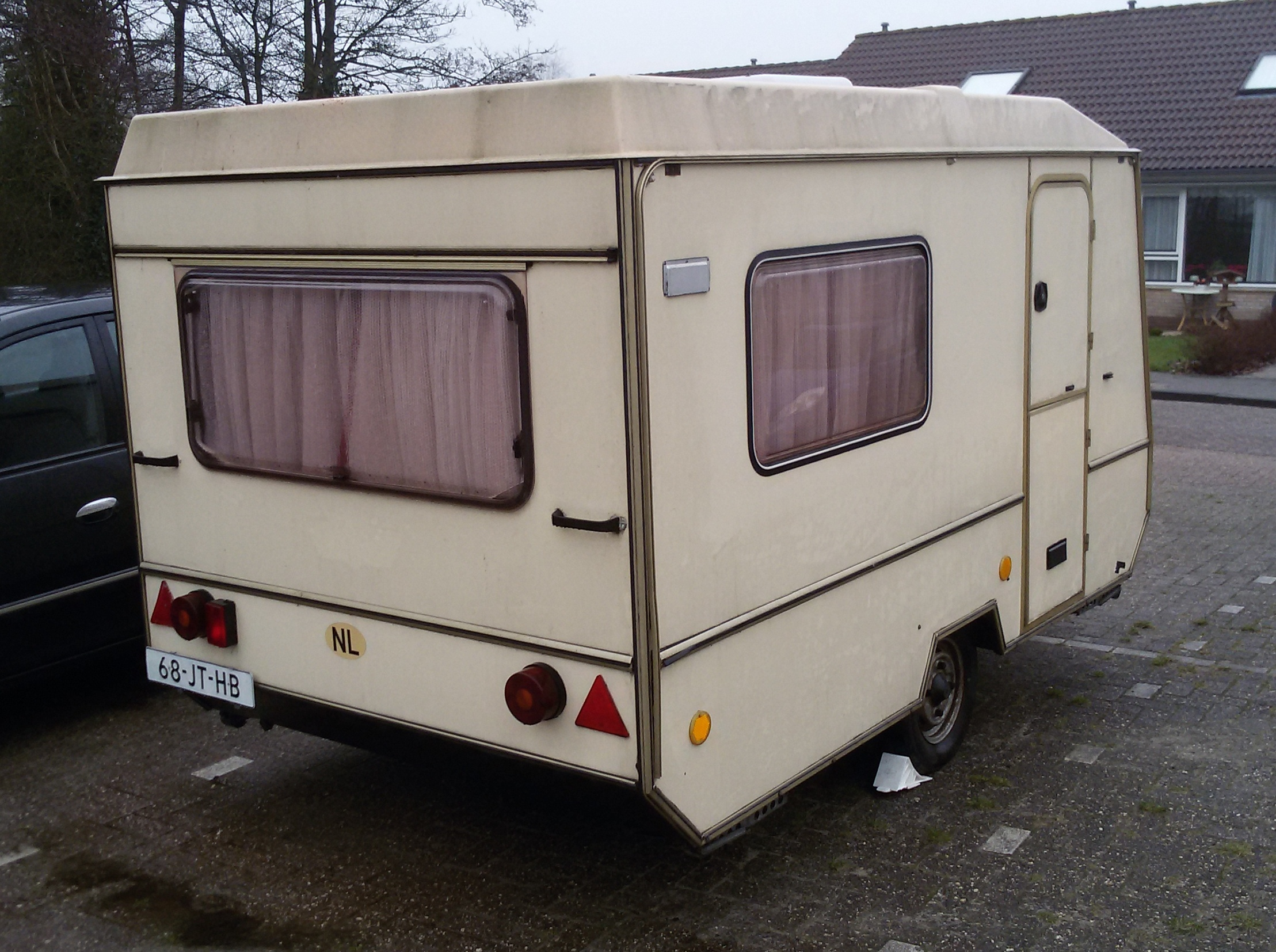
Bastei 351

De volgende ontwikkelingsstap vond rond de jaarwisseling 1987/88 plaats. De opbouw bleef gelijk maar het onderstel werd grondig gewijzigd: het was langer, verzinkt en de spoorbreedte was toegenomen. Het hogere gewicht van het nieuwe onderstel zorgde wel weer voor een lager laadvermogen van 175 kg, dat werd goedgemaakt door een betere wegligging. Het langere onderstel was nodig voor een andere, grotere versie van de Bastei. Er werden ca. 5.500 exemplaren geproduceerd.

### Bastei 390 (1985-1987)

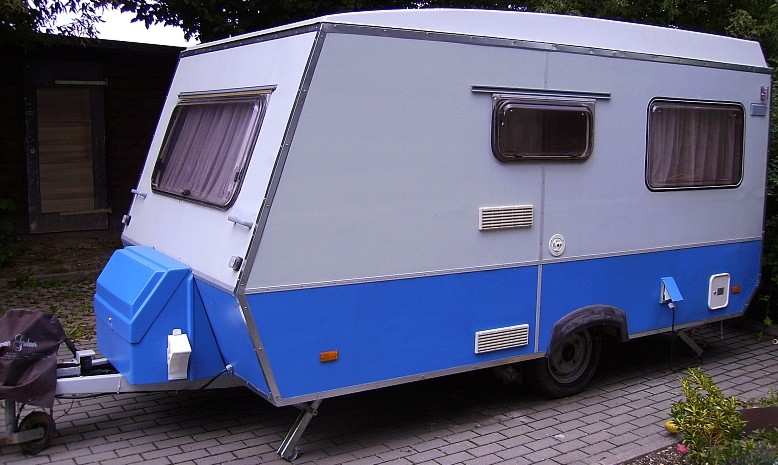
Bastei 390

Medio jaren tachtig bouwde VEB Karosseriewerk Dresden parallel aan de middenklassecaravan Bastei 351 nog een grotere versie, de Bastei 390 waarvan de naam werd bepaald door de opbouwlengte. De basisvormgeving bleef behouden, alleen de voorkant werd verlengd. Het schuine deel onderaan de voorkant werd groter waardoor ook het laatste verticale vlak van het ooit zo karakteristieke front van de Bastei uit het ontwerp verdween. Dat kwam wel de luchtweerstand ten goede. De disselbak was vrijwel gelijk aan die van de 351, gemaakt van kunststof en was groot genoeg voor 2 gasflessen. Er werden ca. 2.000 exemplaren geproduceerd.

### Bastei VK 1 / VK 350 / VK 351 (1974-1990)

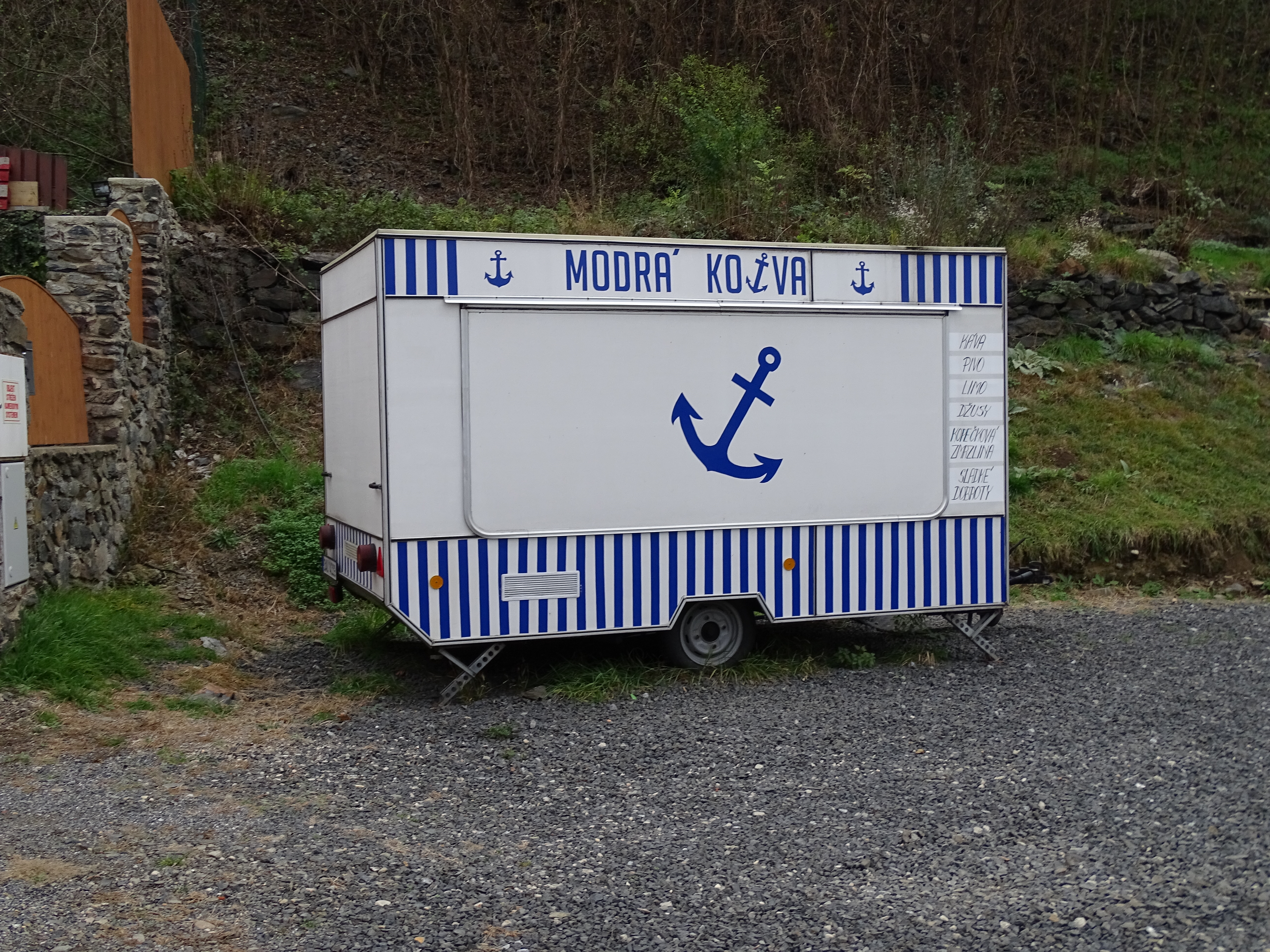
Bastei verkoopaanhanger

Op basis van de Bastei werden ook verkoopaanhangers met de modelaanduidingen VK 1, VK 350 en VK 351 geproduceerd, parallel aan de caravanproductie. De toch al hoekige opbouw zag er in de versie zonder ramen nog vierkanter uit, de deur was aan de voorkant geplaatst. De linkerzijde en achterkant hadden geen ramen, aan de rechterzijde zat een verkoopluik. De binnenuitrusting was ook doelmatig en met een balie, legplanken en optionele koelkasten ook compleet. Deze wagens kwamen uit het bij VEB Karosseriewerk Dresden aangesloten VEB Stahlkonstruktion und Mechanische Werkstätten Pirna.
De laatste ontwikkeling op het gebied van verkoopaanhangers uit de DDR kwam in 1988 op de markt en was gebaseerd op de Bastei 351. De schuine voorkant werd echter niet overgenomen, in plaats daarvan werd de wagen verhoogd wat voor een stahoogte van 2100 mm zorgde. De wagen was zwaarder en had daarom een ander onderstel met een toegelaten massa van een ton. Het onderstel was verzinkt en had een mechanische oplooprem. In de korte bouwperiode zijn slechts enkele VK 351's gemaakt, met dit model eindigde in 1990 de productie in Dresden.

## Opbouw
De Bastei bestaat uit een houten frame dat aan de binnen- en buitenzijden met Sprelacart-panelen was beplaat. De buitenzijden (links/rechts) bestaan uit elk vier panelen, de voor- en achterzijden uit elk twee panelen. De tussenruimte van de opbouw tussen de panelen is voor de warmte- en koude-isolatie gevuld met schuimrubber.
De wielkasten zijn volledig van aluminiumplaat. In het interieur van de caravan bevinden zich twee zitgroepen, die omgebouwd kunnen worden tot slaapplaatsen. De grootte van de zitgroepen varieert per model, de tafel dient daarbij als middendeel tussen de zitbanken. Ook bevinden zich een kleine keuken met gasfornuis-spoelbak-combinatie en afhankelijk van de modeluitrusting een koelkast evenals bovenkasten. Tegenover de keuken is naast de deur een kledingkast ingebouwd. Sommige modelvarianten hebben een gaskachel van het type Solar 3000 onder de kledingkast. De ruimte onder de zittingen kan als opbergruimte gebruikt worden, meer opbergruimte is te vinden in de bovenkasten. De gehele binneninrichting is vanwege gewichtsbesparing gemaakt van Sprelacart-panelen met honingraatvulling. De bodem is van multiplex. Met de productiestart van de Bastei 351 in 1987 werden de ramen voor het eerst aan de internationaal gebruikelijke afmetingen aangepast, voor de export werden piacryl-ramen en een uitzetbaar voorraam ingevoerd. Bij het model 351 werd de achterste zitgroep als rondzit uitgevoerd.
De Bastei beschikt over een met een omvormer geregeld 12V-elektriciteitssysteem evenals een 230V-installatie. De hanglamp aan het plafond werd in de loop van de tijd door een normale plafondlamp vervangen. Op de dissel is een disselbak geplaatst met ruimte voor twee gasflessen met elk 5 kg inhoud, die afhankelijk van het model van metaal of glasvezelversterkte kunststof is gemaakt.

## Onderstel
Het onderstel van de Bastei bestaat uit een zelfdragend ladderchassis met schokdempers en een torsie-as. Bij de laatste modellen is het onderstel deels verzinkt. Het onderstel beschikt over een mechanisch-hydraulische oplooprem met verschillende achteruitrijsystemen.